# Loni Anderson
Loni Kaye Anderson (Saint Paul, Minnesota, 5 de agosto de 1945-Los Ángeles, 3 de agosto de 2025) fue una actriz estadounidense de cine y televisión. 
Fue mayormente conocida por haber interpretado a Jennifer Marlowe en la telecomedia WKRP in Cincinnati y por ser la exmujer de Burt Reynolds (con quien estuvo en casada entre 1988 y 1993).

## Infancia
Anderson era hija de Carl K. Anderson y Maxine H. Kallin, y nació en Saint Paul, Minnesota, en 1946, aunque algunas fuentes señalan 1945 como su año de nacimiento. Según lo que ella cuenta en su autobiografía, My Life in High Heels (en español, Mi vida en tacones altos), su padre iba a llamarla originalmente "Leiloni", pero luego decidió ponerle simplemente "Loni".

## Carrera actoral
Su más famoso rol actoral fue la interpretación de la recepcionista Jennifer Marlowe en la telecomedia WKRP in Cincinnati. Su fotografía en bikini se convirtió en uno de los pósteres más vendidos de la década de 1970.
Poco después de su separación de Burt Reynolds, comenzó a aparecer regularmente en la última temporada de la sitcom de la NBC Nurses (1993-1994). Trabajó también en varias películas, compartiendo elenco con estrellas como Arnold Schwarzenegger y Lynda Carter. Con esta última lo hizo en la serie televisiva Partners in Crime (1984). 
En 1998 fue la antagonista en la película infantil 3 ninjas en la Megamontaña.
Loni Anderson hizo una serie de cameos en shows televisivos a fines de los años 1990 y principios de los años 2000.

## Vida personal
Anderson tenía dos hijos: una hija, Deidra Hoffman (de su primer matrimonio), que vive en California; y un hijo, Quinton Anderson Reynolds (nacido el 31 de agosto de 1988), que adoptó junto a Burt Reynolds cuando era su segundo esposo.
El 17 de mayo de 2008, Anderson se casó con Bob Flick, uno de los miembros fundadores de la banda de música folk The Brothers Four. A la ceremonia asistieron amigos y familiares, incluido su hijo adoptivo Quinton Reynolds.

## Fallecimiento
Anderson falleció el 3 de agosto de 2025 a los 79 años, tras una enfermedad prolongada en un hospital de Los Ángeles.

## Filmografía parcial

### Cine
- Vigilante Force (1976)
- Stroker Ace (1983)
- The Lonely Guy (1984)
- All Dogs Go to Heaven (1989) (voz)
- Coins in the Fountain (1990)
- 3 ninjas en la Megamontaña (1998)
- A Night at the Roxbury (1998)

## Algunas participaciones en TV
- WKRP in Cincinnati (1978-1982)
- Partners in Crime (1984)
- A Letter to Three Wives (1985)
- Easy Street (1986)
- Blondie and Dagwood (1987, voz)
- Too Good to Be True (1988)
- Sorry, Wrong Number (1989)
- Nurses (papel secundario entre 1993 y 1994)
- Without Warning (1994)
- The Mullets (2003-2004)
- So NoTORIous (2006)